# Office des brevets du Japon
Pour les articles homonymes, voir JPO.
L’Office des brevets du Japon (特許庁, Tokkyochō, en anglais Japan Patent Office ou JPO), est une agence gouvernementale japonaise chargée de la propriété industrielle, sous la direction du Ministère japonais de l'Économie, du Commerce et de l'Industrie. L’Office des brevets du Japon est situé à Kasumigaseki (arrondissement de Chiyoda, Tokyo). Il est l’un des plus importants offices des brevets au monde.
La mission de l’Office des brevets du Japon est de promouvoir la croissance économique et industrielle japonaise en prenant en charge les aspects légaux associés aux brevets, au design et aux marques déposées. (Les affaires de copyright étant gérées par l’Agence des affaires culturelles japonaise.)
L’Office des brevets du Japon (JPO) coopère avec le Office des brevets et des marques des États-Unis (USPTO) et l’Office européen des brevets (OEB) pour former la Coopération tripartite des brevets.

## Histoire
Durant la période Edo, le shogunat Tokugawa décourageait les inventions afin de préserver la stabilité de la société féodale. En fait, Tokugawa Yoshimune, le huitième shogun de la dynastie Tokugawa, décréta en 1721 une « Interdiction de la Nouveauté » (新規御法度, shinki gohatto), dont l’objectif était d’interdire toute nouveauté, en particulier en matière de vêtements élaborés.
En 1868, le shogunat Tokugawa prit fin, remplacé par un nouveau gouvernement réformiste (la restauration de Meiji). Celui-ci étudia la manière de fonctionner des grandes puissances de l’époque et, dans de nombreux domaines, adopta une politique nationale qui s’en approchait. Le droit sur la propriété intellectuelle fut l’un des outils reconnus pour rattraper l’Occident.
La première loi japonaise sur les brevets a été adoptée en 1871, même si elle a été abandonnée l’année suivante. Aujourd’hui, on considère que la date fondatrice du droit japonais sur les brevets et de l’Office des brevets du Japon est le 18 avril 1885, lorsque fut promulguée la "loi de monopole sur les brevets" (專賣特許條例, senbai tokkyo jōrei). En 1899, le Japon adhéra à la Convention de Paris sur la protection de la propriété intellectuelle. Takahashi Korekiyo fut alors le premier commissaire de l’Office des brevets du Japon.
Le premier brevet fut accordé à Hotta Zuisho (堀田 瑞松), un artisan-peintre, le 14 août 1885. Ce brevet portait sur une peinture anticorrosion contenant de la laque qui protégeait efficacement de la corrosion la coque des navires.
En 1978, le Japon adhéra au Traité de coopération sur les brevets. En 1980, l’Office des brevets du Japon adopta la Classification internationale des brevets, abandonnant sa propre classification des brevets.